# Günz
Sông Günz là một dòng sông ở Bayern, Đức.
Nó được hình thành ở gần Lauben bởi điểm giao nhau của sông Östliche Günz (đông Günz) và Westliche Günz (tây Günz). Nó dài khoảng 87 km (bao gồm sông phía tây). Nó là phụ lưu của sông Danube ở Günzburg.